# Viharistenek listája
A viharistenek több nép mitológiájának alapvető istenségei. Azoknál a népeknél, ahol a természeti jelenségek kiemelt szerepet játszanak a mitológiában, főisteni szerepkört is kapnak. Jellegzetes példája a hurrik és hettiták mitológiája, amelyekből később a görög mitológia sarjadt (közvetve az etruszk és római is). Itt a Tesub → Tarhuntasz → Zeusz → Tinia → Iuppiter sorozat egyes elemei egyértelműen származtathatók egymásból, és valamennyien főisteni rangúak. A hettita időjárás-szabályozó isten azonosult a villámszóró Tesubbal, a viharistennel, a római mitológiában már csak Iuppiter villámai utalnak a korai szerepkörre.

## Viharistenek névsorban
- Adad; mezopotámiai mitológia
- Adzsiszukitakahikone; japán mitológia
- Akcin; totonak mitológia
- Ambisagrus; gall mitológia
- Amurrú; Mezopotámiai mitológia
- Aplu (vagy Apulu); etruszk mitológia, eredetileg nem időjárás-, hanem napisten
- Apokatekil; inka mitológia
- Azaka-Tonerre; voodoo
- Brontész (küklopsz); görög mitológia
- Csak; maja mitológia
- Donar; germán mitológia
- Dzsasszó; közép-amerikai mitológia
- Gebeleizis; dák mitológia
- Hadad; sémi és föníciai mitológia
- Haikili; polinéz mitológia
- Haokah; sziú mitológia
- Heviosszo; Dahomey mitológiája
- Horagelles; lapp mitológia (számi)
- Indra; hindu mitológia
- Iskur; mezopotámiai mitológia
- Iuppiter; római mitológia
- Jéhu; dél-kánaáni isten
- Kaha'i; hawaii mitológia
- Kokijo; zapoték mitológia
- Lej Kung; kínai mitológia
- Leucetios; gall mitológia
- Marduk; mezopotámiai mitológia
- Mulungu; Tanzánia népeinek mitológiája
- Namarrkun; ausztráliai mitológia
- Oja; joruba mitológia
- Parjanya; hindu mitológia
- Perendi; albán mitológia
- Perkele; finn mitológia
- Perkwunos; balti szláv mitológia
- Raidzsin; japán mitológia
- Sango; joruba mitológia
- Solotl; azték és tolték mitológia
- Summanus; római mitológia
- Széth; egyiptomi mitológia
- Szuszanoo; japán mitológia
- Tafaki; hawaii mitológia
- Taranis; kelta mitológia
- Tarhuntasz; hettita mitológia
- Tāwhaki; maori mitológia
- Tendzsin; japán mitológia
- Tessub; hurri mitológia
- Teiseba; urartui mitológia
- Te Uira; maori mitológia
- Thor; germán mitológia
- Tinia; etruszk mitológia
- Tlalok; azték mitológia
- Tunupa; Bolívia és Peru népeinek mitológiája
- Tupave; guarani mitológia
- Ukko; finn mitológia
- Viharmadár; indián mitológia
- Zaispíssija; elámi mitológia
- Zeusz; görög mitológia
- Zibelthiurdosz; trák mitológia
- Þunraz; germán mitológia